# Administração direta
No âmbito da administração pública, a administração direta (AO 1945: administração directa) consiste na prossecução das atividades e funções do Estado diretamente por órgãos do próprio Estado.
Ao contrário do que acontece na administração indireta, na administração direta o Estado não delega a prossecução das suas atividades e funções em pessoas jurídicas separadas, como institutos públicos, entidades públicas empresariais, empresas públicas, sociedades de economia mista, fundações públicas ou autarquias.

## Brasil
No Brasil, a administração direta refere-se aos órgãos públicos representantes da União, dos estados, do Distrito Federal e dos municípios. Estes órgãos não possuem autonomia administrativa, nem personalidade jurídica e patrimônio próprios.

## Portugal

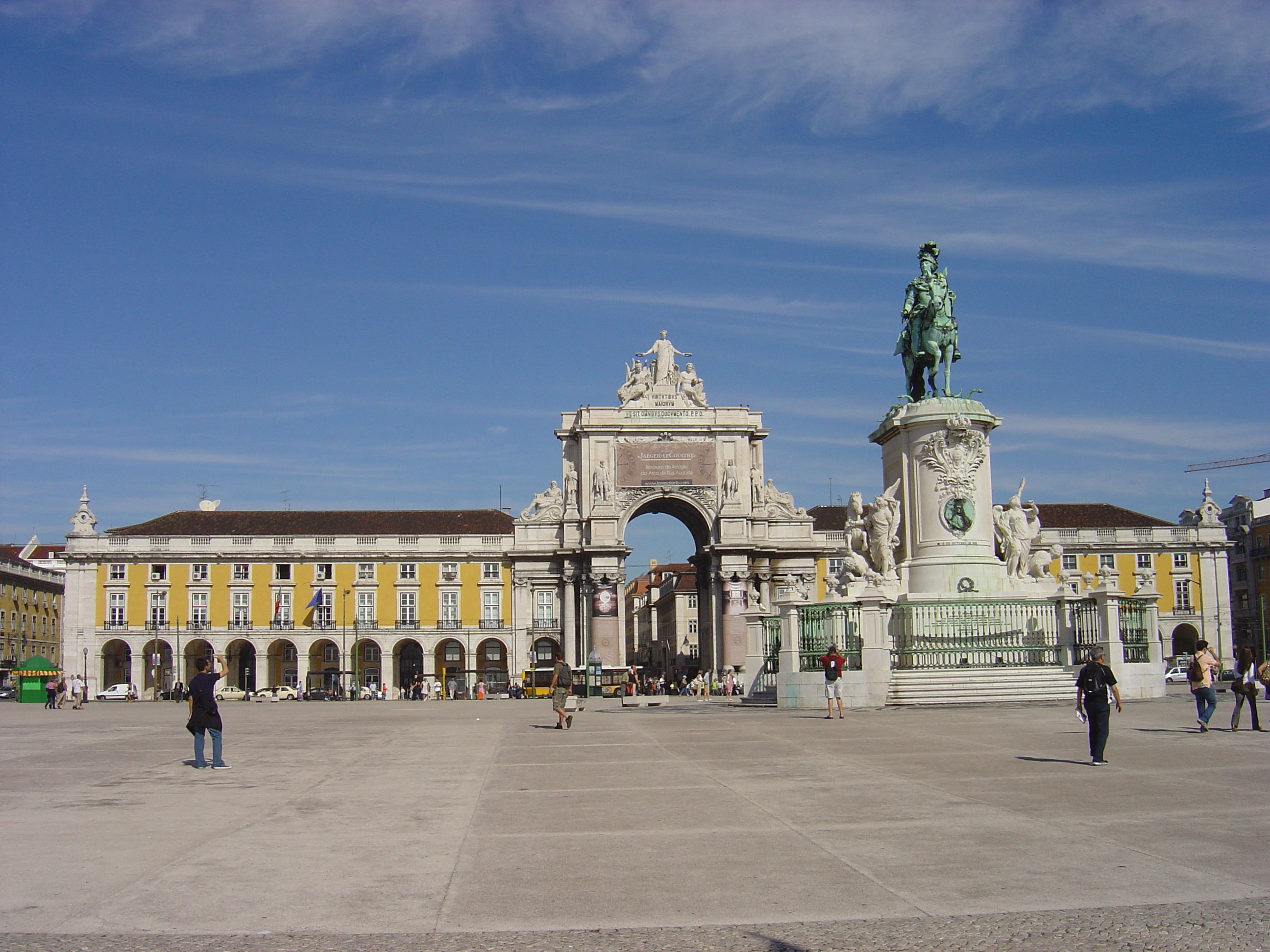
Terreiro do Paço em Lisboa, sede tradicional dos ministérios e da administração central de Portugal.

Em Portugal, integram a administração direta do Estado, os serviços centrais e periféricos que, pela natureza das suas competências e funções, devem estar sujeitos ao poder de direção do respetivo membro do Governo. Nestes incluem-se os serviços de cujas atribuições decorra, designadamente, o exercício de poderes de soberania, autoridade e representação política do Estado ou o estudo, concepção, coordenação, apoio ou fiscalização de outros serviços administrativos.
Atualmente, os princípios e as normas a que deve obedecer a administração direta do Estado encontram-se definidos pela Lei n.º 4/2004, de 15 de janeiro de 2004.
Os órgãos da administração direta do Estado são os ministérios, os serviços da administração direta do Estado e as estruturas temporárias.

### Ministérios
Os ministérios são departamentos governamentais dirigidos por um ministro. Cada ministério inclui serviços da administração direta do Estado e, normalmente, tutela organismos da administração indireta do Estado.
Cada ministério dispõe de uma lei orgânica que define as suas atribuições e a sua orgânica, incluindo a distinção entre os serviços e organismos da administração direta e os da administração indireta do Estado.
São funções comuns de cada ministério: a elaboração e o acompanhamento da execução do seu orçamento de funcionamento, o planejamento do investimento público e correspondente elaboração e execução do seu orçamento, a gestão dos recursos humanos, orçamentais e modernização administrativa, o acompanhamento técnico e participação portuguesa nas instituições europeias e nas políticas comunitárias e as relações internacionais no âmbito das suas atribuições.
As funções comuns de cada ministério são exercidas por um ou mais serviços da administração direta do Estado. Um desses serviços é a secretaria-geral que tem como atribuições todas as que não estejam legalmente atribuídas a outros serviços do ministério. Independentemente de outras atribuições, a secretaria-geral assegura normalmente as funções comuns relativas a orçamentos, investimento público, gestão de recursos humanos e modernização administrativa do ministério.

### Serviços da administração direta do Estado
Os serviços da administração direta do Estado, em termos de tipologia, podem classificar-se segundo a sua área territorial de atuação ou segundo as suas funções.
Segundo a sua área territorial de atuação, podem ser:
- Serviços centrais: quando exercem as suas competências em todo o território nacional;
- Serviços periféricos: quando dispõem de competência em apenas uma área territorial restrita.

Em termos de funções, podem ser :
- Serviços executivos: quando se destinam a garantir a prossecução das políticas públicas da responsabilidade de cada ministério, prestando serviços no âmbito das suas atribuições ou exercendo funções de apoio técnico aos respetivos membros do Governo;
- Serviços de controle, auditoria e fiscalização: quando exercem funções permanentes de acompanhamento e de avaliação das políticas públicas, podendo integrar funções de inspeção ou de auditoria;
- Serviços de coordenação: quando promovem a articulação em domínios onde a necessidade de coordenação seja permanente.

Os serviços centrais executivos de políticas públicas designam-se "direções-gerais". Caso a sua missão fundamental seja a de apoio técnico aos membros do Governo, designam-se "gabinetes" ou "secretarias-gerais". Os serviços periféricos executivos de políticas públicas designam-se "direções regionais".
Os serviços de controle, auditoria e fiscalização, cuja função dominante seja a de inspeção, designam-se "inspeções-gerais" se forem centrais e "inspeções regionais" se forem periféricos.
Os dirigentes dos serviços centrais executivos e de controlo, auditoria e fiscalização ocupam cargos de direção superior de grau 1 (diretores-gerais, inspetores-gerais, presidentes ou secretários-gerais) e são coadjuvados por dirigentes de cargos de direção superior de grau 2 (subdiretores-gerais, subinspetores-gerais, vice-presidentes, vogais de direção ou adjuntos de secretário-geral).
Em termos de regime financeiro, em regra, os serviços da administração direta do Estado dispõem de autonomia administrativa para os atos de gestão corrente.

### Estruturas temporárias
A prossecução das missões temporárias que não possam ser desempenhadas pelos serviços existentes pode ser atribuída a estruturas de missão, criadas por resolução do Conselho de Ministros.  As estruturas de missão têm uma duração temporal limitada e objetivos contratualizados e dependem do apoio logístico da secretaria-geral ou de outro serviço executivo de um ministério.